# Ny klubb
Ny klubb är ett musikalbum av Eldkvarn som gavs ut på skivbolaget EMI, 1984. Det är sista albumet som klaviaturspelaren Claes Carlsson medverkar på, och första albumet med nya klaviaturspelaren Claes von Heijne. Den spelades in London och kantades av hårt festande och bråk på nytt skivbolag. Carla Jonsson och Tony Thorén kämpade hårt tillsammans med producenten för att få ihop någonting ur de stökiga inspelningarna. Efter att ha haft större och större framgångar med albumen sedan Pojkar, pojkar, pojkar blev skivan en besvikelse. Det ryktades att bandet skulle splittras, men de fortsatte och framgångarna växte igen till en ny topp på slutet av 1980-talet.

## Låtlista
Alla låtar är skrivna och komponerade av Plura Jonsson om inget annat anges. 
| Nr | Titel                | Kompositör    | Notering | Längd |
| -- | -------------------- | ------------- | -------- | ----- |
| 1. | Ung kärlek           |               |          | 3:42  |
| 2. | Ny klubb             |               |          | 4:45  |
| 3. | Timmer               | Carla Jonsson |          | 4:22  |
| 4. | Skepp av kärlek      |               |          | 5:34  |
| 5. | Hej, älskling        |               |          | 3:17  |
| 6. | Vingar över himmelen |               |          | 6:54  |
| 7. | Dans, dans, dans     |               |          | 4:04  |
| 8. | Ett enda ord         | Carla Jonsson |          | 6:55  |

## Medverkande
- Plura Jonsson - Gitarr, sång (1,2,4,5,6,7)
- Carla Jonsson - Gitarr, sång (3,8)
- Tony Thorén - Bas
- Raga De Gosch - Trummor
- Claes Carlsson - Saxofon, Synthesizer (Rhodes Chroma)
- Claes von Heijne - Synthesizer (Rhodes Chroma, Prophet 5), Clavinet, Piano
- Loco Helperin - Trumpet
- Liten Falkeholm - Körsång (5)
- Kajsa Grytt - Körsång (5,6)